# Martin Ramm
Martin Ramm FSSP (* 1971 in Bendorf, Rheinland-Pfalz) ist ein deutscher römisch-katholischer Priester der Priesterbruderschaft St. Petrus (FSSP).

## Leben
Er ist das älteste von vier Kindern von Walter Ramm und verbrachte die Kindheit und Jugendzeit im südhessischen Abtsteinach. Um 1980 gründete sein Vater die Aktion Leben. Nach dem Abitur trat Martin 1990 ins Priesterseminar St. Petrus im bayerischen Wigratzbad ein. Kardinal Groër weihte ihn am 29. Juni 1996 zum Priester. Er leitet die Personalpfarrei Hl. Maximilian Kolbe im Kanton Zürich, in der ausschließlich die Messe nach dem Missale Romanum von 1962 gepflegt wird. Der Bischof von Chur, Vitus Huonder, ernannte ihn am 30. Juni 2015 zum Bischofsvikar für die Angelegenheiten der damals so genannten außerordentlichen Form des Römischen Ritus.
Daneben ist er als Dozent im Priesterseminar St. Petrus tätig; ferner betreut er für die Petrusbruderschaft die Christkönigsjugend, die Jugendorganisation für den überlieferten Ritus im deutschen Sprachraum.

## Veröffentlichungen (Auswahl)
- Zum Altare Gottes will ich treten. Die Messe in ihren Riten erklärt. Verlag St. Petrus GmbH, Opfenbach 2018, ISBN 3-96316-005-5.
  - Přistoupím k oltáři Božímu. Vysvětlení obřadů mše svaté podle misálu z r. 1962. Matice Cyrilometodějská, Olomouc 2007, ISBN 978-80-7266-280-7.
  - Az Úr oltárához megyek. A szentmise rítusainak magyarázata. Don Bosco, Budapest 2008, ISBN 978-963-9455-87-0.
- A végső dolgok. Don Bosco, Budapest 2009, ISBN 978-963-9956-06-3.
- Komplet für alle Tage. Nach der außerordentlichen Form des Römischen Ritus. Verlag St. Petrus GmbH, Opfenbach 2015, ISBN 3-96316-006-3.
- Sakrament des Altares. Vorbereitung auf die erste heilige Kommunion. Verlag St. Petrus GmbH, Opfenbach 2016, ISBN 3-96316-011-X.
- Rituale parvum. Kleines Rituale nach der außerordentlichen Form des Römischen Ritus. Verlag St. Petrus GmbH, Opfenbach 2016, ISBN 3-96316-018-7.
- Ordo Missae. Die Ordnung der hl. Messe nach der außerordentlichen Form des Römischen Ritus. Verlag St. Petrus GmbH, Opfenbach 2016, ISBN 3-96316-017-9.
- Beichtspiegel. Praktische Beichthilfe für Erwachsene. Verlag St. Petrus GmbH, Opfenbach 2016, ISBN 3-96316-019-5.
- Volksmissale. Das vollständige römische Messbuch nach der Ordnung von 1962 Lateinisch/Deutsch. Priesterbruderschaft St. Petrus e.V. – Verein St. Petrus, Thalwill 2017, ISBN 978-3-9524756-1-4.
- OREMUS. Katholisches Gebetbuch. Verlag St. Petrus GmbH, Opfenbach 2017, ISBN 3-96316-016-0.
- Logik der Liebe. Grundlegendes und Konkretes zu Ehe, Familie und Menschsein. Verlag St. Petrus GmbH, Opfenbach 2017, ISBN 3-96316-012-8.
- Lernbüchlein für Ministranten nach der außerordentlichen Form des Römischen Ritus. Verlag St. Petrus GmbH, Opfenbach 2017, ISBN 3-96316-020-9.
- Kleiner Katechismus des katholischen Glaubens. Verlag St. Petrus GmbH, Opfenbach 2017, ISBN 3-96316-013-6.
- Mein Jesus Barmherzigkeit. Beichtbüchlein für Kinder. Verlag St. Petrus GmbH, Opfenbach 2018, ISBN 3-96316-015-2.
- Heiliges Land – Wegbegleiter auf den Spuren Jesu. Pilgern auf den Spuren Jesu. Verlag St. Petrus GmbH, Opfenbach 2018, ISBN 3-96316-008-X.
- Heiliges Rom – Pilgern auf den Spuren der Apostel Petrus und Paulus. Priesterbruderschaft St. Petrus, Thalwill 2018, ISBN 978-3-96316-003-5.
- Ein Geschenk des Himmels. Dem Weihnachtsgeheimnis auf der Spur. Verlag St. Petrus GmbH, Opfenbach 2019, ISBN 3-96316-007-1.
- Die letzten Dinge. Verlag St. Petrus GmbH, Opfenbach 2019, ISBN 3-96316-021-7.
- Heilige Berufung. Die niederen und höheren Weihen nach der überlieferten Form in ihren Riten erklärt. Verlag St. Petrus GmbH, Opfenbach 2019, ISBN 3-96316-009-8.